# Fustiaria rubescens
Fustiaria rubescens é uma espécie de molusco pertencente à família Fustiariidae.
A autoridade científica da espécie é Deshayes, tendo sido descrita no ano de 1825.
Trata-se de uma espécie presente no território português, incluindo a zona económica exclusiva.